# Cerro de la Estrella
Cerro de la Estrella är ett berg i Mexiko.   Det ligger i kommunen Iztapalapa och delstaten Distrito Federal, i den sydöstra delen av landet, i huvudstaden Mexico City. Toppen på Cerro de la Estrella är 2 460 meter över havet, eller 218 meter över den omgivande terrängen. Bredden vid basen är 3,8 kilometer.
Terrängen runt Cerro de la Estrella är huvudsakligen platt, men österut är den kuperad. Runt Cerro de la Estrella är det mycket tätbefolkat, med 2 521 invånare per kvadratkilometer. Närmaste större samhälle är Mexico City, 10,2 km norr om Cerro de la Estrella. Omgivningarna runt Cerro de la Estrella är en mosaik av jordbruksmark och naturlig växtlighet.